# Campiglossa occidentalis
Campiglossa occidentalis
 es una especie de insecto díptero que Gottfried Novak describió científicamente por primera vez en el año 1974.
Esta especie pertenece al género Campiglossa de la familia Tephritidae.